# Start:bausparkasse (Österreich)
Die start:bausparkasse AG, vormals Allgemeine Bausparkasse registrierte Genossenschaft mit beschränkter Haftung (ABV), ist eine private Bausparkasse mit Sitz in Wien. Sie wurde 1929 gegründet und ist damit die älteste in Österreich gegründete Bausparkasse. Mit einem Marktanteil von 10,4 % (2008) ist sie die viertgrößte Bausparkasse auf dem österreichischen Markt. Die Bilanzsumme des Unternehmens lag 2013 bei etwas über 2 Mrd. Euro.

## Geschichte
Auf Initiative der niederösterreichischen Volksbanken wurde die Bausparkasse am 28. Mai 1929 als Bauspar- und Realkreditkasse von gewerblichen Erwerbs- und Wirtschaftsgenossenschaften Österreichs reg.Gen.m.b.H. in Herzogenburg gegründet. 1930 wurde die erste Bauberatungsstelle des Unternehmens im 1. Wiener Gemeindebezirk eingerichtet. Von 1974 bis 2016 lag der Unternehmenssitz im 9. Bezirk Wiens.
Das Unternehmen firmierte in der langen Geschichte unter verschiedenen Namen. 1959 wurde es in Allgemeine Bausparkasse österreichischer Volksbanken und Genossenschaften reg.Gen.m.b.H. umbenannt. Die damalige Abkürzung „ABV“ führte das Unternehmen bis August 2014.
Per 31. Dezember 2009 erwarb die Allgemeine Bausparkasse (ABV) 74,26 % Anteile am Grundkapital der Immo Bank, die ebenfalls zum Volksbank-Verbund gehörte. Als Hauptmotive für den Kauf der IMMO Bank führt die ABV die Stärkung der Marktposition und die Bündelung der Wohnbaukompetenz im Volksbankensektor an.
Seit August 2014 firmiert das Unternehmen als start:bausparkasse; bis Ende 2016 tritt diese gemeinsam mit den Unternehmen Immo-Bank und Immo-Contract als Marke start: am Markt auf.
Im Juni 2016 wurde die start:bausparkasse AG mit Firmensitz in 1030 Wien gegründet, in der der Bankbetrieb der start:bausparkasse e.Gen. eingebracht wurde. Die start:bausparkasse AG fungiert als Rechtsnachfolgerin der start:bausparkasse e.Gen.
Im Dezember 2016 übernahm die BAWAG P.S.K. die start:bausparkasse.
Aufgrund dessen wechselt die start:bausparkasse AG im Dezember 2016 die Einlagensicherungsgemeinschaft vom Österreichischen Genossenschaftsverband zur Einlagensicherung der Banken & Bankiers G.m.b.H.
Seit Mai 2017 hat das Institut seinen Firmensitz im 1. Wiener Gemeindebezirk.

## Partner
Die start:bausparkasse sieht sich heute als strategische Partnerin mehrerer Banken, Versicherungen und Immobilienunternehmen, unter anderen:
- Österreichische Volksbanken-Aktiengesellschaft und die Primärbanken des Volksbanken-Verbundes
- Immo Bank
- Immo-Contract
- VKB-Bank
- Hypo Noe Gruppe
- Hypo Tirol Bank
- Allianz Österreich
- Generali Österreich
- Grazer Wechselseitige
- Merkur Versicherung
- Niederösterreichische Versicherung
- Ergo Versicherung

Zusätzlich kooperiert das Unternehmen mit zahlreichen freien Maklern und Agenturen.

## Repräsentanten der start:bausparkasse
(Zahlenangaben betreffen die Funktionsperiode)

### Aufsichtsratspräsidenten
- Heinrich Binder, 1929 bis 1939, Vorstand der Gewerblichen Spar- und Darlehenskasse Klosterneuburg
- Maximilian Straube, 1940 bis 1947, Architekt, Funktionär der Baugenossenschaft „Eigenheim“, Wien
- Hans Hiesberger, 1948 bis 1950, Direktor der Volksbank Wien-Landstraße
- Hans Gratzl, 1951 bis 1961, Obmann der Volksbank Tulln
- Wilhelm Linhart, 1962 bis 1966, Rechtsanwalt, Aufsichtsratsvorsitzender der Volksbank Mödling
- Adam Wieser, 1967 bis 1981, Direktor der Volksbank Bruck an der Mur
- Rudolf Hirsch, 1982
- Erwin Rogl, 1982 bis 1984, Direktor der Volksbank Friedburg
- Alfred Brunner, 1984 bis 1990, Funktionär der Volksbank Aichfeld – Murboden
- Hans Kocvera, 1990 bis 1994
- Robert Mädl, 1994 bis 2002
- Werner Eidherr, 2002 bis 2009
- Ernst Pfennich, 2009 bis 2016
- Friedrich Spandl, ab 2016

### Vorstandsvorsitzende
- Karl Rehling, 1929 bis 1940
- Paul Poindecker, 1941 bis 1945
- Josef Pessl, 1946 bis 1968, Präsident
- Karl Grohmann, 1969 bis 1971, Präsident
- Rudolf Hirsch, 1971 bis 1972
- Hans Kocvera, 1972 bis 1990
- Thomas Wieser, 1990 bis 2008
- Erich Hackl, Kommerzialrat, 2008 bis 2012
- Thomas Köck, 2012 bis 2015
- Peter Klingenbrunner, 2015 bis 2016
- Herbert Messinger, ab 2016